# Рыбин, Артём Вячеславович
Артём Вячеславович Рыбин (род. 2 ноября 1979, Жуковский, Московская область) — российский хоккеист, нападающий. Мастер спорта России.

## Биография
Воспитанник московского «Спартака». В январе 1997 года дебютировал за клуб в чемпионате РХЛ. Три сезона провёл команде QMJHL «Кейп-Бретон Скриминг Иглз», сезон 2000/01 отыграл в клубе WPHL «Нью-Мексико Скорпионс». Вернувшись в Россию, играл за петербургский СКА, ЦСКА, «Металлург-2» Новокузнецк (все — в сезоне 2001/02), «Спартак» Москва (2002/03), «Сибирь» Новосибирск (2003/04), «Северсталь» Череповец и «Химик» Воскресенск (2004/05), «Дмитров» (2005/06), «Кристалл» Электросталь, «Металлург» Новокузнецк, «Спутник» Нижний Тагил (все — сезон 2006/07).
С 2017 года — юношеский тренер в «Метеоре» Жуковский.
Вместе со младшим братом Максимом основал школу хоккейного мастерства Fish Hockey.